# 청학동 (부산)
청학동(靑鶴洞)은 부산광역시 영도구의 법정동이다. 행정동 청학동1~2동으로 나뉜다.

## 개요
면적 2.57km2, 인구는 3만 2천여명이다. 서쪽으로 봉래산이 있으며 남쪽은 동삼동, 북쪽은 봉래동과 접한다.
영도구청이 청학동에 위치하고 있다.

## 특징
청학동에는 광암마을과 조내기마을, 일산봉마을이라는 역사 깊은 세 마을이 위치하고 있다. 광암마을은 청학2동주민센터 인근 현재 송강중공업, (주)거청이 있는 곳에 있었던 마을로, 
어장의 발달로 형성된 마을이다. 부근에 큰 바위가 있다고 하여 광암마을이라고 붙여졌다. 조내기마을과 일산봉마을은 과거에 고구마가 많이 나는 고구마 산지였다.

## 지명의 유래
숲이 울창하여 청청(靑靑)하였고, 풍수지리설의 학맥설(鶴脈說)에 따라 해운대에서 영도를 바라보면 학이 남쪽으로 흐르는 형태를 하고 있어 
청학동(靑鶴洞)이라는 명칭이 부여되었다.

## 주거
아파트
- 우성종합건설 청학 우성스마트시티뷰 (청학동) : 2022년 5월 입주예정.

## 인구
| 연도   | 총인구   |  | 비고                                     |
| ------ | -------- |  | ---------------------------------------- |
| 1966년 | 25,050명 |  | 청학동                                   |
| 1970년 | 34,577명 |  | 청학제1동(17,908명), 청학제2동(16,669명) |
| 1975년 | 46,532명 |  | 청학제1동(22,565명), 청학제2동(23,967명) |
| 1980년 | 48,285명 |  | 청학제1동(22,049명), 청학제2동(26,236명) |
| 1985년 | 51,609명 |  | 청학제1동(21,063명), 청학제2동(30,556명) |
| 1990년 | 49,691명 |  | 청학제1동(19,139명), 청학제2동(30,552명) |
| 1995년 | 43,216명 |  | 청학제1동(15,569명), 청학제2동(27,647명) |
| 2000년 | 35,692명 |  | 청학제1동(11,470명), 청학제2동(24,222명) |
| 2005년 | 31,609명 |  | 청학제1동(8,883명), 청학제2동(22,726명)  |
| 2010년 | 32,662명 |  | 청학제1동(8,967명) 청학제2동(23,695명)   |
| 2015년 | 29,310명 |  | 청학제1동(8,132명), 청학제2동(21,178명)  |
| 2020년 | 25,983명 |  | 청학제1동(7,056명), 청학제2동(18,927명)  |